# Theil-Rabier
Theil-Rabier är en kommun i departementet Charente i regionen Nouvelle-Aquitaine i västra Frankrike. Kommunen ligger  i kantonen Villefagnan som ligger i arrondissementet Confolens. År 2022 hade Theil-Rabier 163 invånare.

## Befolkningsutveckling
Antalet invånare i kommunen Theil-Rabier
Referens:INSEE